# Мануель дель Пополо Вісенте Ґарсія
Мануе́ль дель По́поло Вісе́нте-Ґарсі́я (ісп. Manuel del Pópulo Vicente García; нар. 21 січня 1775, Севілья, Іспанія — пом. 10 червня 1832, Париж, Франція) — іспанський співак (тенор), гітарист, композитор.

## Біографія
Мануель Ґарсія народився 21 січня 1775 року в Севільї, у сім'ї артистів єврейського походження.
У 1808—1825 роках виступав у оперних театрах Парижа і Лондона. У 1829 році організував у столиці Франції школу співу, де сам викладав.
Автор комічної опери-тонадильї «Poeta calculista», яка була з успіхом поставлена в Парижі у 1809 році. Після навчання в Італії остаточно підкорив Париж у 1819 році виконанням партії Альмавіви. Співав у операх «Отелло» Джоаккіно Россіні, «Дон Жуан» Вольфганга Амадея Моцарта в театрах Парижа і Лондона. Гастролював у США з дочками Марією і Поліною (пізніше вони уславились як співачки Марія Малібран і Поліна Віардо-Ґарсія) та сином Мануелем Ґарсією. Заснував авторську школу співу в Парижі (серед учнів були його діти, а також співаки світової слави Адольф Нуррі, Ж. А. Ж. Джеральді).
Мануель Гарсіа є також автором великої кількості романсів, серед яких перекладений українською — «Кур'єр».